# Medgrupo
Medgrupo é uma holding brasileira que gerencia cursos livres e editoras, focadas no treinamento de médicos e estudantes de medicina para diversos concursos na área médica. Atua em todo o território brasileiro e, apesar de dedicar atenção especial aos concursos de residência médica e Exame Nacional de Revalidação de Diplomas Médicos (Revalida), costuma receber, anualmente, médicos que almejam reciclagem ou mesmo atualização e aprimoramento teórico em suas respectivas áreas. 
Seu fundador e proprietário é o médico Cassio Engel, formado pela Universidade Federal do Rio de Janeiro em 1993.
Com duas décadas de existência desde o seu primeiro curso (inaugurado em fevereiro de 1997), e com amplo leque de produtos e serviços – que vão de aulas presenciais tradicionais ao ensino à distância, além de uma vasta coleção de livros de especialidades médicas – o MEDGRUPO se consolidou no seu nicho de atuação.
Dentre os seus produtos, destacam-se o MEDCURSO e o MED, plataformas de ensino extensivas anuais que, cursadas em sequência, formam o “planejamento de estudos em dois anos”, principal recomendação acadêmica da empresa para os interessados em uma vaga de residência médica.
Com trinta e sete mil alunos (contabilizados no ano de 2019) por período letivo anual, mais de 140 unidades e setecentos e cinquenta funcionários, o Medgrupo é considerada, atualmente, a maior empresa de ensino médico do mundo.

## Cursos
A empresa oferece vários cursos, cada um com material didático correspondente. Os cursos podem ser realizados separadamente ou em conjunto.
- Medcurso (ciclo 1): Com duração de 11 meses.
- M.E.D (ciclo 2): Com duração de 11 meses.
- Intensivão: Com duração de 6 finais de semana. É realizado no segundo semestre de cada ano letivo.
- RAC: Com duração de 1 dia, é uma continuação do Intensivão, com foco em alguns pontos específicos da clínica médica.
- RACIPE: Com duração de 1 dia, é uma continuação do Intensivão, com foco em alguns pontos específicos da pediatria.
- CP-MED: Com duração de 3 dias, é o curso pratico.
- MED Eletro: Curso de eletrocardiograma.
- R+: Com duração de 11 meses e foco na preparação para o R3/R4 de Clínica Médica, Cirurgia, Pediatria (TEP), Ginecologia e Obstetrícia, Mastologia e Coleção TEGO.

## Publicações
Em maio de 2019 foi lançado o livro “O Brio e as Forqueaduras Capitais – Uma autobiografia”. A obra, narrada em primeira pessoa pelo próprio Cassio Engel e chancelada pela Templários Editora, traz a história impressionante da criação do Medgrupo, desde o seu começo, revelando os bastidores, as dificuldades e as estratégias que permitiram a construção desta empresa a partir de simples documentos do Word e quase nenhum recurso financeiro.
Logo em sua primeira semana de vendas, a biografia da empresa que mudou totalmente a forma de ensinar Medicina no Brasil assumiu o primeiro lugar na lista de mais vendidos da Amazon Brasil, na categoria Biografias/negócios.

## Disputas judiciais

### Pirataria
Em 2005, a empresa fez uma representação judicial contra estudantes de medicina na cidade de Montes Claros, Minas Gerais, que foram acusados de piratear seu material didático.

### Concursos de residência médica
O Medgrupo entrou com ação na justiça em 2009 contra a UNICAMP, USP e a Fundação Carlos Chagas, que realiza o concurso SUS-SP, obtendo êxito em primeira instância. A decisão garantiu, dentre outras coisas, que o caderno de provas e a lista nominal de aprovados dos concursos de residência médica dessas instituições fossem publicados.

### Daltonismo
O Medgrupo foi condenado pela justiça brasileira em razão da negativa da empresa de promover adaptações em seu material didático que permitisse a um aluno portador de daltonismo ter acesso ao gabarito que se encontrava criptografado por um sistema de cores. 
A justiça entendeu que houve violação a direitos humanos fundamentais, estabelecidos na Constituição da Republica Federativa do Brasil e na Convenção Interamericana para a eliminação de todas as formas de discriminação contra as pessoas portadoras de deficiência, que garantem um sistema inclusivo de educação para portadores de deficiências sensoriais em todos os níveis educacionais, inclusive em cursos eletivos prestados por empresas privadas.